# Minsk II

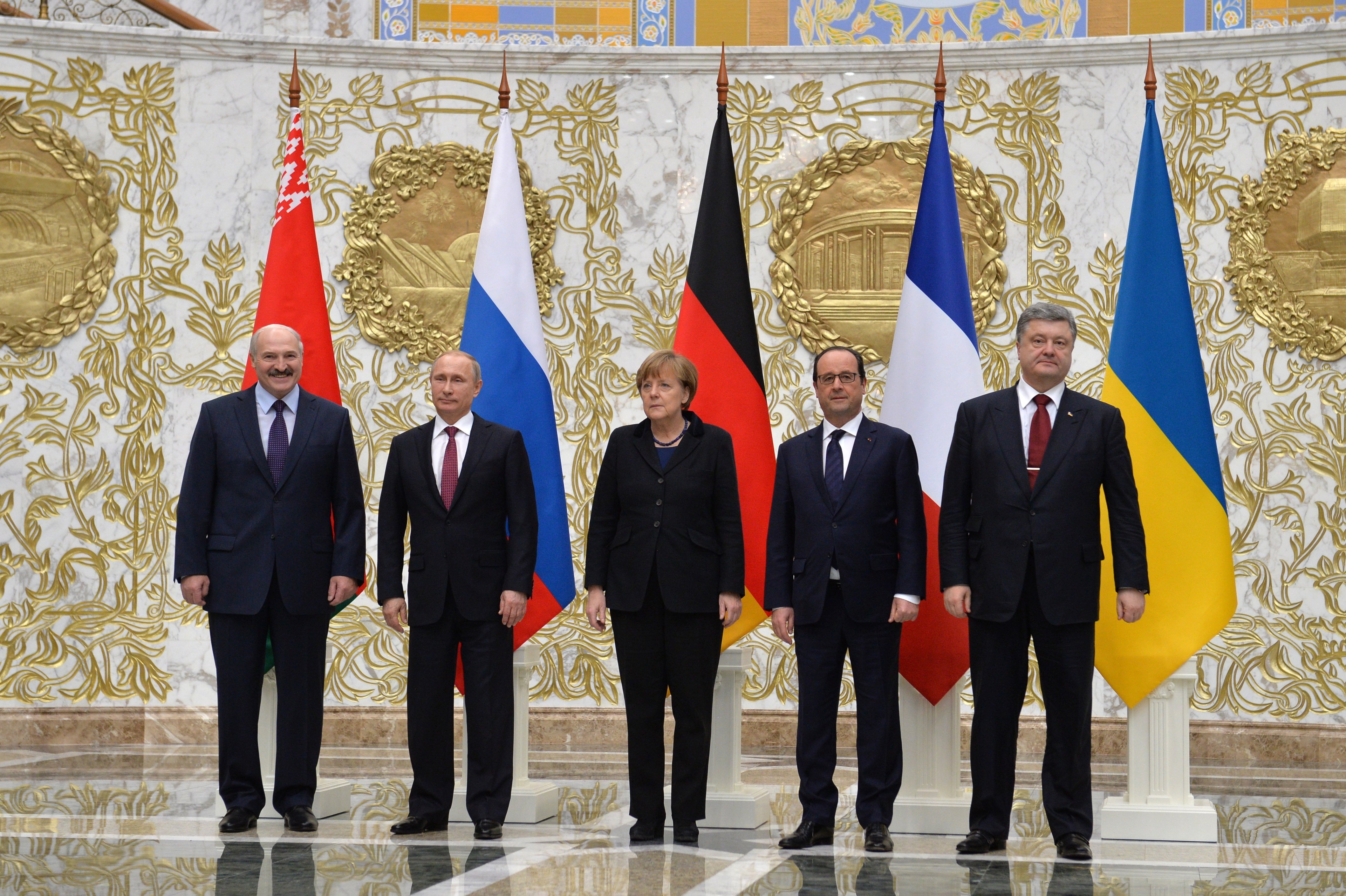
Els líders de Belarús, Rússia, Alemanya, França, i Ucraïna en el cim de l'11-12 de febrer a Minsk

Minsk II és un cimera política celebrada a Minsk l'11 de febrer del 2015, en la qual els governants d'Ucraïna, Rússia, França, i Alemanya van arribar a un acord per alleujar la guerra civil en l'est d'Ucraïna. La conferència que van dur a terme, supervisada per l'Organització per a la Seguretat i la Cooperació a Europa (OSCE), va ser organitzada com a resposta al fracàs del primer cessament de foc de gener-febrer del 2015. Les noves mesures són dissenyades per reprendre les mesures prèviament imposades en el protocol del 5 de setembre del 2014.

## Cim i redacció
Els successius intents de resoldre la guerra en curs a la regió de Donbàs no van tenir resultats, fins a l'inici del mes de febrer del 2015. Si bé que el Protocol de Minsk del 5 de setembre del 2014 va reduir significativament els combats a la zona de conflicte durant molts mesos, petites escaramusses van continuar. Al principi de gener del 2015, el conflicte entre les forces separatistes de la República Popular de Donetsk (RPD), la República Popular de Luhansk (RPL) i les forces ucraïneses es va intensificar, la qual cosa va resultar en el col·lapse total de l'alto el foc acordat en el Protocol de Minsk. El 21 de gener, després d'intensos combats, el simbòlicament important Aeroport Internacional de Donetsk va ser capturat per les forces de la RPD. L'aeroport era l'última part de la ciutat de Donetsk que havia estat sota el control d'Ucraïna. Després d'aquesta victòria, les forces separatistes van prémer la seva ofensiva en l'important nus ferroviari i rodoviari de Debàltseve a la fi de gener. La represa d'aquests intensos combats va causar gran preocupació en la comunitat internacional. El president francès, François Hollande, i la canceller alemanya, Angela Merkel, van presentar un nou pla de pau el 7 de febrer. El pla franc-alemany, elaborat després de converses amb el president d'Ucraïna, Petrò Poroixenko i el president rus, Vladímir Putin, va ser vist com un renaixement del Protocol de Minsk. El president Hollande va dir que el pla era la «última oportunitat» per a la resolució del conflicte.
Enfront de continus èxits dels separatistes, l'Administració d'Obama va començar a ponderar si l'ajuda militar a Ucraïna, incloent l'enviament d'armes letals, hauria de ser augmentada. La nova iniciativa alemanya i francesa va sorgir en resposta als informes que l'assistència letal estava ara sota consideració a Washington DC. Angela Merkel es va dirigir a Vladímir Putin sobre la crisi, qui va enviar una carta als líders d'Alemanya i França amb les seves idees. Funcionaris occidentals van dir que el pla de Putin era impossible d'acceptar, ja que, pel que sembla, s'estaven proposant línies de frontera noves i més expansives per a les regions en poder dels separatistes i es proposava l'autonomia jurídica per a aquestes regions. Més tard, el ministre de Relacions Exteriors de França, Laurent Fabius, va cridar al secretari d'Estat nord-americà, John Kerry, per fer-li saber que Alemanya i França estaven preparant una contraproposta. Els nord-americans van insistir que els europeus discutissin les seves idees amb les autoritats ucraïneses, i dos dies més tard, després d'una reunió amb Poroixenko, Angela Merkel i François Hollande van volar a Moscou per trobar-se amb Vladimir Putin. El ministre d'Afers exteriors de Rússia, Serguei Lavrov, va dir que esperava que les discussions entre Putin, Merkel i Hollande continuessin, i que hi havia «bones raons per a l'optimisme».
Una cimera per discutir la implementació del pla diplomàtic franc-alemany va ser programada per l'11 de febrer al Palau de la Independència a Minsk, capital de Belarús. A ella van assistir el president rus, Vladimir Putin, el president d'Ucraïna, Petrò Poroixenko, la canceller alemanya Angela Merkel, el president francès, François Hollande, el líder de la RPD, Aleksandr Zakhàrtxenko, i el líder de la RPL, Ígor Venedíktovitx Plotnitski. Les negociacions van continuar tota la nit durant setze hores i, segons el ministre de Relacions Exteriors alemany, van ser «molt difícils». Després de les converses, es va anunciar el 12 de febrer que les parts en conflicte havien acordat un nou paquet de mesures de pacificació. Algunes de les mesures acordades incloïen un alto el foc incondicional per ser observat per l'OSCE, a partir del 15 de febrer, la retirada de les armes pesants del front de combat, l'alliberament dels presoners de guerra, i la reforma constitucional a Ucraïna.

## Mesures
El text complet de l'acord va ser el següent:
1. Alto el foc immediat i complet en determinats districtes de les províncies ucraïneses de Donetsk i Luhansk i el seu estricte compliment a partir de les 00:00 de la mitjanit (Hora de Kíiv) del 15 de febrer del 2015.
2. Retirada de totes les armes pesants per tots dos costats, a distàncies iguals, amb l'objectiu de la creació d'una zona de seguretat de 50 quilòmetres de distància mínima, per a l'artilleria de 100 mm de calibre o més, i una zona de seguretat de 70 quilòmetres, per a sistemes de llançacoets múltiples (MLRS), i de 140 quilòmetres pels MLRS «Tornat-S», «Uragan», «Smertx» i els sistemes de míssils tàctics «Totxka O»:
  - per a les tropes ucraïneses, de la línia real de contacte (front de combat);
  - per a les formacions armades de determinats districtes de les províncies ucraïneses de Donetsk i Luhansk, de la línia de contacte, de conformitat amb el Memoràndum de Minsk del 19 de setembre del 2014.

La retirada de les armes pesants abans esmentades ha de començar a tot tardar el segon dia després de l'inici de l'alto el foc i acabar dins de 14 dies.
Aquest procés serà assistit per l'OSCE amb el suport del Grup de Contacte Trilateral.
1. L'efectiu seguiment i verificació de l'alto el foc i de la retirada de les armes pesants per l'OSCE es prestarà des del primer dia de la retirada, utilitzant tots els mitjans tècnics necessaris, tals com els satèl·lits, avions no tripulats, sistemes de ràdio-localització, etc.
2. En el primer dia després de la retirada, el diàleg s'iniciarà sobre les modalitats de realització d'eleccions locals, de conformitat amb la legislació d'Ucraïna i la Llei d'Ucraïna «sobre l'ordre temporaria d'autonomia local en determinats districtes de les províncies de Donetsk i Luhansk», i també sobre el futur d'aquests districtes, sobre la base de la llei abans esmentada.
3. Sense demores, però no més tard de 30 dies a partir de la data de signatura d'aquest document, la resolució ha de ser aprovada pel Parlament d'Ucraïna, indicant el territori que es troba sota el règim especial de conformitat amb la llei «sobre l'ordre temporaria d'autonomia local en determinats districtes de les províncies de Donetsk i Luhansk», basada en la línia establerta pel Memoràndum de Minsk del 19 de setembre del 2014.
4. Proporcionar indult i amnistia a través de la promulgació d'una llei que prohibeixi la persecució i càstig de les persones en relació amb els esdeveniments que van tenir lloc en determinats districtes de les províncies ucraïneses de Donetsk i Luhansk.
5. Proporcionar l'alliberament i l'intercanvi de tots els ostatges i les persones retingudes il·legalment, amb base en el principi de «tot per a tots». Aquest procés ha d'acabar - a més tardar - en el cinquè dia després de la retirada (d'armes).
6. Proporcionar, amb seguretat, l'accés, el lliurament, l'emmagatzematge i la distribució de l'ajuda humanitària als necessitats, sobre la base d'un mecanisme internacional.
7. Definir les modalitats d'un ple restabliment de les relacions socials i econòmiques, incloses les transferències socials, com els pagaments de pensions i altres pagaments (rendiments i ingressos, el pagament puntual de les factures comunals, la restauració dels pagaments d'impostos en el marc de l'àmbit jurídic ucraïnès). Amb aquest objectiu, Ucraïna restaurarà la gestió sobre el segment del seu sistema bancari en els districtes afectats pel conflicte, i, possiblement, s'establirà un mecanisme internacional per alleujar aquest tipus de transaccions.
8. Restaurar al govern d'Ucraïna el control de la frontera de l'estat en tota la zona de conflicte, la qual cosa (el restauro) ha de començar el primer dia després de l'elecció local i acabar després de la regulació política completa (eleccions locals en determinats districtes de les províncies de Donetsk i Luhansk, amb base en la llei d'Ucraïna i la reforma constitucional) a la fi de 2015, amb la condició del compliment del punt 11 - en les consultes i d'acord amb els representants de determinats districtes de les províncies de Donetsk i Luhansk, en el marc del Grup de Contacte Trilateral.
9. Retirada de totes les formacions armades estrangeres, equip militar, i també mercenaris des del territori d'Ucraïna sota la supervisió de l'OSCE. Desarmament de tots els grups il·legals.
10. La reforma constitucional a Ucraïna, amb una nova Constitució que entri en vigor a la fi del 2015, l'element clau de la qual és la descentralització (tenint en compte les peculiaritats de determinats districtes de les províncies de Donetsk i Luhansk, d'acord amb els representants d'aquests districtes), i també l'aprovació de legislació permanent sobre la situació especial de determinats districtes de les províncies de Donetsk i Luhansk, d'acord amb les mesures enunciades en la nota adjunta, a la fi del 2015.[n. 1]
11. Amb base en la Llei d'Ucraïna «sobre l'ordre temporaria d'autonomia local en determinats districtes de les províncies de Donetsk i Luhansk», les qüestions relacionades amb les eleccions locals seran discutides i acordades amb els representants dels districtes particulars de les províncies de Donetsk i Luhansk en el marc del Grup de Contacte Trilateral. Les eleccions se celebraran de conformitat amb les normes pertinents de l'OSCE i seran supervisades per la OSCE/OIDDH (Oficina per a Institucions Democràtiques i Drets Humans).
12. Intensificar el treball del Grup de Contacte Trilateral fins i tot mitjançant l'establiment de grups de treball sobre l'aplicació dels aspectes pertinents dels acords de Minsk. Ells reflectiran la composició del Grup de Contacte Trilateral.